# Polinômio aditivo
Em Matemática, polinômio aditivo é um tópico importante dentro da Teoria Algébrica dos Números.

## Definição
Seja k um corpo de característica p, com p sendo um número primo. Um polinômio P(x) com coeficientes em k é chamado de polinômio aditivo, ou um polinômio com endomorfismo de Frobenius, ou ainda um polinômio de Frobenius, se
{\displaystyle P(a+b)=P(a)+P(b)\,}
como polinômio em a e b. É equivalente assumir que esta igualdade é válida para todos os a e b em alguns corpos infinitos contendo k, tal como seu fecho algébrico.
Ocasionalmente o termo absolutamente aditivo é usado para a condição acima, e o termo aditivo é usado para condição mais fraca que P(a + b) = P(a) + P(b) para todo a e b no corpo. Para corpos infinitos, as condições são equivalentes, mas para corpos finitos não são, e a condição mais fraca é a  "errada" e não é bem comportado. Por exemplo, sobre um corpo de ordem q qualquer múltiplo P de xq − x terá satisfeito P(a + b) = P(a) + P(b) para quaisquer a e b no corpo, mas geralmente não será (absolutamente) aditivo.

## Exemplos
O polinômio xp é aditivo. Na verdade, para qualquer a e b no fecho algébrico de k pelo teorema binomial tem-se
{\displaystyle (a+b)^{p}=\sum _{n=0}^{p}{p \choose n}a^{n}b^{p-n}.}
Desde que p é primo, para todos n = 1, ..., p−1 o coeficiente binomial {\displaystyle \scriptstyle {p \choose n}} é divisível por p,o que implica que
{\displaystyle (a+b)^{p}\equiv a^{p}+b^{p}\mod p}
como polinômio em a e b.
Similarmente todos os polinômios da forma
{\displaystyle \tau _{p}^{n}(x)=x^{p^{n}}}
são aditivos, onde n é um inteiro não-negativo.

## Anel dos polinômios aditivos
É bastante fácil para provar que qualquer combinação linear de polinômios {\displaystyle \scriptstyle \tau _{p}^{n}(x)} com coeficientes em k é também um polinômio aditivo. Uma questão interessante é saber se existem outros polinômios aditivos exceto estas combinações lineares. A resposta é que estes são os únicos.
Pode-se verificar que, se P(x) e M(x) são polinômios aditivos, assim são P(x) + M(x) e P(M(x)). Isso implica que os polinômios aditivos formam um anel sobre adição e composição de polinômios. A notação deste anel é
{\displaystyle k\{\tau _{p}\}.\,}
Este anel é não-comutativo a não ser que k seja igual ao corpo {\displaystyle \scriptstyle \mathbb {F} _{p}=\mathbf {Z} /p\mathbf {Z} } (ver aritmética modular). De fato, considere o polinômio aditivo ax e xp para um coeficiente a em k. Para eles, comutar sob composição, deve-se ter
{\displaystyle (ax)^{p}=ax^{p},\,}
ou  ap − a = 0.  Isto é falso para a não sendo raiz da equação, isto é, para a fora de {\displaystyle \scriptstyle \mathbb {F} _{p}.} O polinômio teria mais de p raízes.

## Teorema fundamental
Seja P(x) um polinômio com coeficientes em k, e {\displaystyle \scriptstyle \{w_{1},\dots ,w_{m}\}\subset k} o conjunto de suas raízes. Assumindo que as raízes de P(x) são distintas (isto é, P(x) é um polinômio separável), então P(x) é aditivo se e somente se o conjunto {\displaystyle \scriptstyle \{w_{1},\dots ,w_{m}\}} forma um grupo com um corpo aditivo.